# Steely Auto Engine Company
Steely Auto Engine Company war ein US-amerikanischer Hersteller von Automobilen und Motoren.

## Unternehmensgeschichte
M. G. Delaney, J. J. Marks, W. J. McWain und E. D. Snowden gründeten das Unternehmen im Sommer 1910. Der Sitz war in Detroit in Michigan. Sie stellten Zweitaktmotoren, Lenksäulen, Reifen und Automobile her. Der Markenname lautete Steely. Im gleichen Jahr endete die Produktion.

## Fahrzeuge
Soweit bekannt, stand nur ein Modell im Sortiment. Es hatte einen Vierzylindermotor mit 35 PS Leistung. Die Karosserie war ein Tourabout mit Platz für vier Personen. Der hintere Teil des Aufbaus konnte leicht zu einem Lieferwagen verändert werden.